# اچ‌ام‌اس مرسی (پی۲۸۳)
اچ‌ام‌اس مرسی (پی۲۸۳) (به انگلیسی: HMS Mersey (P283)) یک کشتی است که طول آن 79.9 m می‌باشد. این کشتی در سال ۲۰۰۳ ساخته شد.